# Anton Sieb
Anton Sieb (* 1. Dezember 1799 in Baden-Baden; † 9. August 1865 in Freiburg im Breisgau) war ein deutscher Jurist und Politiker.

## Leben
Sieb studierte Theologie, dann Rechtswissenschaften in Freiburg am Breisgau. Während seines Studiums wurde er Mitglied des burschenschaftlich geprägten Academisch-Gesetzlichen Vereins („Neutralia“). 1829 war er als Rechtspraktikant, 1836 als Amtsassessor in Ettlingen und 1840 in Kenzingen tätig. 1841 wurde er Amtmann. 1848 war er als solcher in Bonndorf tätig, 1856 in Offenburg. 1857 wurde er Oberamtsrichter in Offenburg.
Von 1855 bis 1862 war er für den Wahlkreis Ämter Endingen und Kenzingen Mitglied der Zweiten Kammer de Badischen Ständeversammlung.